# Silvianthus
Silvianthus é um género botânico pertencente à família Carlemanniaceae.

## Sinonímia
Quiducia

### Espécies
- Silvianthus bracteatus
- Silvianthus clerodendroides
- Silvianthus radiciflorus
- Silvianthus tonkinensis